# Duque (Naguabo)
Duque es un barrio del municipio de Naguabo, Puerto Rico. Según el censo de 2020, tiene una población de 2094 habitantes.

## Geografía
Está ubicado en las coordenadas 18°14′23″N 65°44′22″O / 18.23972, -65.73944. Según la Oficina del Censo, tiene una superficie de 11.66 km² de tierra firme y 0.001 km² de agua.

## Demografía
Según el censo de 2020, hay 2094 personas residiendo en el barrio. La densidad de población es de 179.6 hab./km². El 13.0% de los habitantes son blancos, el 7.9% son afroamericanos, el 1.0% son amerindios, el 0.1% son asiáticos, el 30.1% son de otras razas y el 47.9% son de una mezcla de razas. Del total de la población, el 98.9% son hispanos o latinos de cualquier raza.